# José de la Trinidad Valera
José de la Trinidad Valera Angulo (San Lázaro, 3 de septiembre de 1947) es un eclesiástico católico venezolano. Fue obispo de Guanare, desde 2011 a 2023; obispo de La Guaira, entre 2001 a 2011 y obispo auxiliar de Caracas, de 1997 hasta 2001.

## Biografía
José de la Trinidad nació el 3 de septiembre de 1947, en el pueblo venezolano de San Lázaro.
Realizó su formación primaria en el Seminario Menor de Trujillo y en Mérida, y los estudios eclesiásticos en el Seminario Mayor de Caracas. Tras realizar estudios en la Universidad Católica Andrés Bello, obtuvo la licenciatura en Filosofía. 
Entre 1979 y 1982, realizó estudios de especialización en el Pontificio Instituto Bíblico, donde obtuvo la licenciatura en Teología Bíblica.

### Sacerdocio
Su ordenación sacerdotal fue el 2 de agosto de 1975, incardinándose a la diócesis de Trujillo.
- Profesor y miembro del equipo directivo del Seminario Mayor de Caracas.
- Director diocesano de Catequesis.
- Director del departamento de Liturgia y Comunicaciones Sociales del CELAM (1984-1987).
- Capellán militar.
- Subsecretario de la Conferencia Episcopal Venezolana (1990-1993).

- Párroco de Santa Catalina de Siena, en Valera (1993-1997).

## Episcopado

### Obispo Auxiliar de Caracas
El 15 de febrero de 1997, el papa Juan Pablo II lo nombró obispo titular de Mozotcori y obispo auxiliar de Caracas. Fue consagrado el 19 de abril del mismo año, en la Catedral de Caracas, a manos del arzobispo Antonio Ignacio Velasco García.

### Obispo de La Guaira
El 18 de octubre de 2001, el papa Juan Pablo II lo nombró obispo de La Guaira.

### Obispo de Guanare
El 12 de octubre de 2011, el papa Benedicto XVI lo nombró Obispo de Guanare.
En 2022, presentó su renuncia como lo establece el Código de Derecho Canónico. El 12 de abril de 2023, el papa Francisco aceptó su renuncia, como obispo de Guanare, nombrado a su sucesor al mismo tiempo.